# Абас I (цар Вірменії)
Абас I Вірменин (вірм. Աբաս Ա) — цар Вірменії з 928 до 953 року.

## Правління
Абас був представником династії Багратідів, сином Смбата I й братом Ашота II Залізного. На відміну від методів правління його попередників, царювання Абаса відзначалось роками миру, стабільності й процвітання, чого не було у Вірменії упродовж десятиліть. За його правління столицею країни стало місто Карс.